# Žebice
Žebice je malá vesnice v okrese Mladá Boleslav, je součástí obce Boreč. Nachází se asi 1,7 km na západ od Boreče. Vesnicí protéká Košátecký potok. Je zde evidováno 37 adres. Trvale zde žije 158 obyvatel.

## Historie
Nejstarší zmínky o vsi jsou ze 13. století, kdy patřila k bezenskému panství, později příslušla k Lobči. Za třicetileté války byla Švédy vypálena, zůstal zde pouze dvůr, který jako jediný nebyl vypálen. Dvůr byl v držení rodu Říhů, od roku 1922 jej vlastnila rodina Pražákova a po roce 1948 byl znárodněn. V Žebicích vznikla věznice (nápravné zařízení) a byly zde postaveny domy, v nichž bydleli zaměstnanci vězení. Po zrušení vězení bylo v Žebicích umístěno pracoviště Státního statku Katusice a v okolních domech bydleli jeho zaměstnanci. Po roce 1989 byl státní statek zrušen a jeho majetek restituován.